# Седловината
„Седловината“ е находище на бентонитови глини в България. Намира се на 700 m източно от село Доброволец в Източнородопския руден район.
Находището е формирано при нискотемпературна хидротермална метасоматоза на среднокисели олигоценски туфи. Установените зелени бентонитови глини се използват главно в леярството, а също така и в сондирането и за сорбент. Те са съставени главно от монтморилонит.